# Chieko Baishō

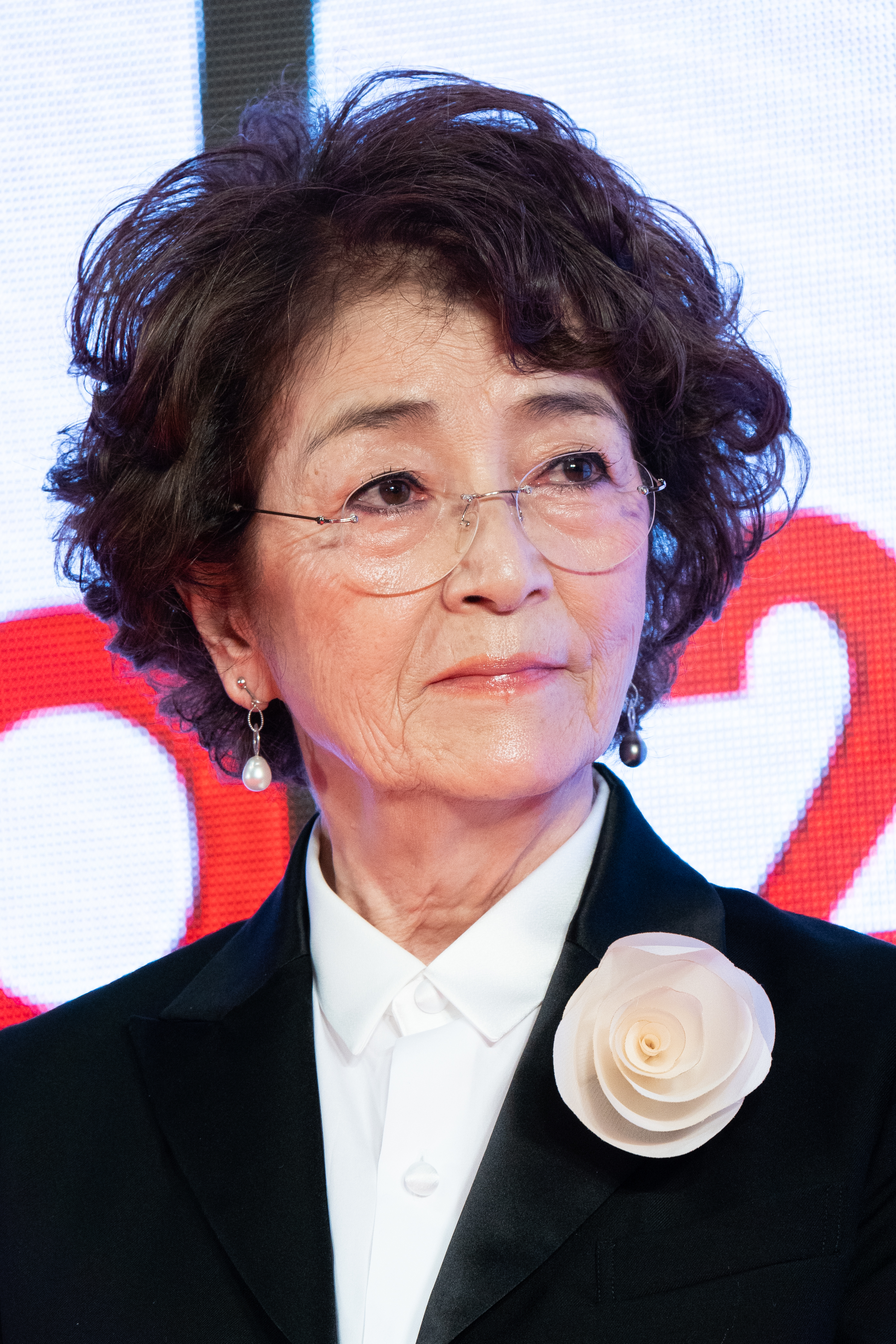
Chieko Baishō (2019)

Chieko Baishō (japanisch 倍賞 千恵子 Baishō Chieko; * 29. Juni 1941 in Kita, Tokio) ist eine japanische Schauspielerin, Sängerin und Synchronsprecherin. Bekanntheit erlangte sie durch ihre Auftritte in den Otoko wa Tsurai yo-Filmen sowie ihre Synchronrolle der Sophie in Das wandelnde Schloss.

## Leben
Chieko Baishō gab ihr Filmdebüt 1961 im Alter von 20 Jahren in Kumo ga chigireru toki. Vier Jahre später erlangte sie durch ihre Rolle der Sakura Kuruma in Yōji Yamadas Filmreihe Otoko wa Tsurai yo an der Seite von Kiyoshi Atsumi landesweit Bekanntheit. Chieko Baishō war bis 1997 in allen 49 Filmen der Reihe zu sehen. 2019 erschien nach 22 Jahren mit Okaeri Tora-san  ein 50. Film der Reihe, in dem sie erneut zu dieser Rolle zurückkehrte.
1980 wurde Chieko Baishō für ihre Rolle der Tamiko Kazami im Drama Ein ferner Schrei im Frühling als beste Hauptdarstellerin mit einem Hochi Film Award ausgezeichnet, gefolgt vom Preis des Mainichi Eiga Concours im Jahr 1981. Zu ihren späteren Rollen gehörte die der Mrs. Katagiri in The Hidden Blade aus dem Jahr 2004. Sie ist bis heute als Schauspielerin aktiv und wurde für ihre Leistungen um die Filmbranche mehrfach ausgezeichnet.
Neben ihrer Schauspielkarriere ist Chieko Baishō auch als Sängerin und Synchronsprecherin aktiv. So sprach sie 2004 die Rolle der jungen und der alten Sophie in Hayao Miyazakis Das wandelnde Schloss und beteiligte sich zudem als Sängerin am Soundtrack des Films. Im 2019 erschienenen Animationsfilm Weathering With You – Das Mädchen, das die Sonne berührte ist Chieko Baishō in der Rolle der Tomi Tachibana zu hören.
Chieko Baishō ist mit dem Komponisten Reijiro Koroku verheiratet. Ihre fünf Jahre jüngere Schwester Mitsuko Baishō ist ebenfalls als Schauspielerin tätig.

## Auszeichnungen
- 1971: Kinema Junpo Award als beste Schauspielerin in Wo der Frühling später kommt und Otoko wa tsurai yo: Boukyou hen (Otoko wa Tsurai yo-Filmreihe)
- 1971: Preis des Mainichi Eiga Concours als beste Schauspielerin in Wo der Frühling später kommt und Otoko wa tsurai yo: Boukyou hen
- 1976: Blue Ribbon Award als beste Nebendarstellerin für Bei aller Liebe – keine Heirat!
- 1980: Hochi Film Award als beste Hauptdarstellerin für Ein ferner Schrei im Frühling
- 1981: Preis des Mainichi Eiga Concours als beste Schauspielerin für Ein ferner Schrei im Frühling
- 1982: Kinema Junpo Award als beste Schauspielerin für Eki
- 1982: Preis des Mainichi Eiga Concours als beste Schauspielerin für Eki
- 1983: Special Award des Japanese Academy Award
- 1987: Tanaka-Kinuyo-Preis des Mainichi Eiga Concours
- 2005: Tokyo Anime Award als beste Synchronsprecherin für Das wandelnde Schloss
- 2005: Ehrenmedaille Japans am Violetten Band
- 2013: Orden der Aufgehenden Sonne 4. Klasse

## Filmografie (Auswahl)
- 1961: Kumo ga chigireru toki

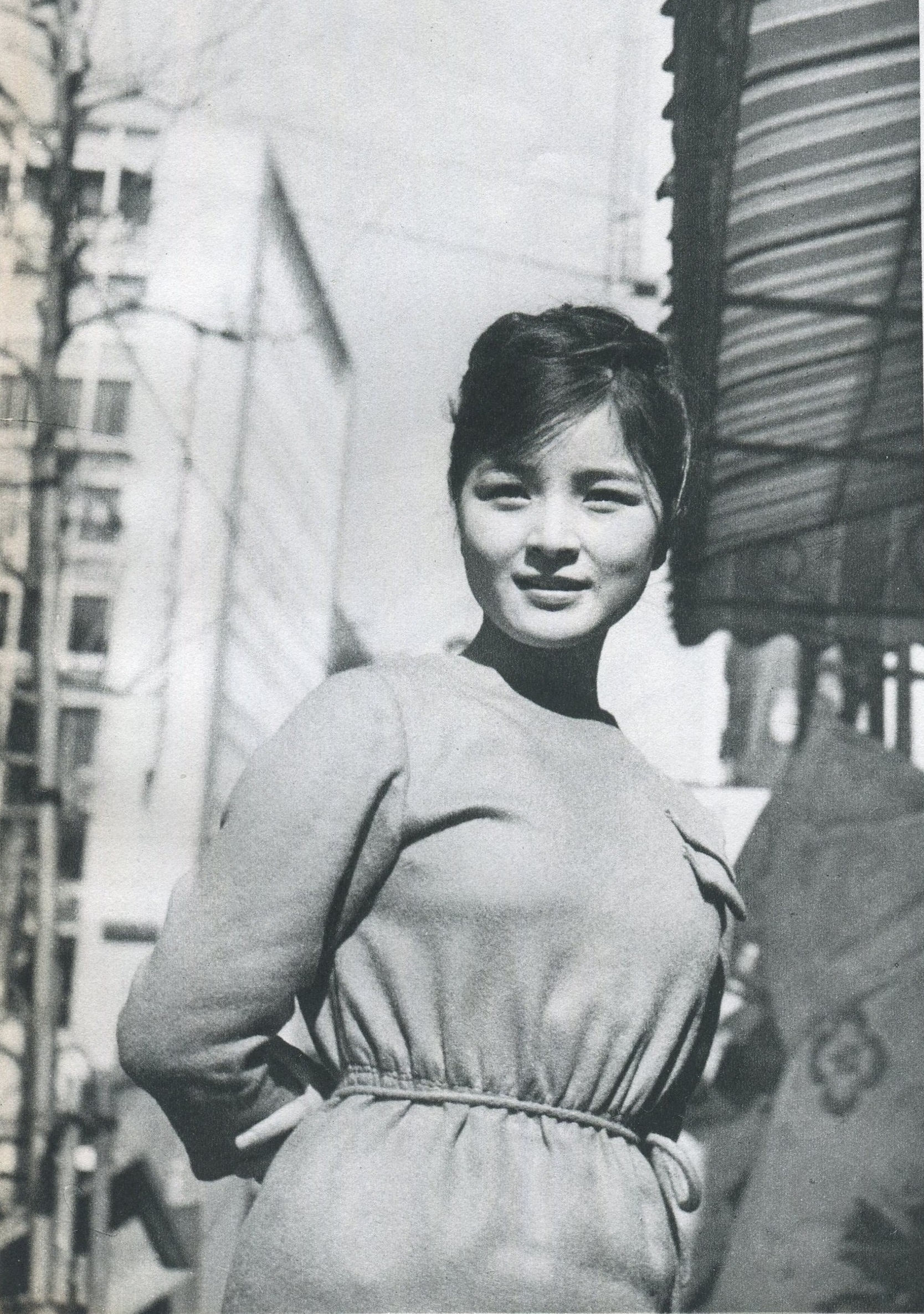
Chieko Baishō (1962)

- 1965–2019: Otoko wa Tsurai yo (Filmreihe, 50 Filme)
- 1970: Wo der Frühling später kommt (Kazoku)
- 1977: Shiawase no kiiroi hankachi
- 1980: Ein ferner Schrei im Frühling (Haruka naru yama no yobigoe)
- 1981: Eki
- 1981: Kirigirisu (Fernsehfilm)
- 1988: Hoffnung und Schmerz (Dauntaun hirozu)
- 1997: Janguru taitei (Animationsfilm, Synchronstimme)
- 2004: Das wandelnde Schloss (Hauru no Ugoku Shiro; Animationsfilm, Synchronstimme)
- 2004: The Hidden Blade (Kakushi Ken: Oni no Tsume)
- 2010: Zatôichi: The Last
- 2013: Subete wa kimi ni aetakara
- 2014: Chiisai ouchi
- 2019: Weathering With You – Das Mädchen, das die Sonne berührte (Tenki no Ko; Animationsfilm, Synchronstimme)